# Junnar
Junnar là một thành phố và là nơi đặt hội đồng đô thị (municipal council) của quận Pune thuộc bang Maharashtra, Ấn Độ.

## Địa lý
Junnar có vị trí 19°12′B 73°53′Đ / 19,2°B 73,88°Đ Nó có độ cao trung bình là 689 mét (2260 feet).

## Nhân khẩu
Theo điều tra dân số năm 2001 của Ấn Độ, Junnar có dân số 24.740 người. Phái nam chiếm 52% tổng số dân và phái nữ chiếm 48%. Junnar có tỷ lệ 77% biết đọc biết viết, cao hơn tỷ lệ trung bình toàn quốc là 59,5%: tỷ lệ cho phái nam là 81%, và tỷ lệ cho phái nữ là 72%. Tại Junnar, 12% dân số nhỏ hơn 6 tuổi.